# Мечі та крижана магія
Мечі та крижана магія (англ. Swords and Ice Magic) — збірка із 8 оповідань Фріца Лайбера в жанрі меч і чари, що вийшла 1968 року в американському видавництві «Ace Books».
Хронологічно шоста збірка про героїв Фафгрда та Сірого Мишолова.

## Оповідання
| Назва                  | назва                            | рік  |
| ---------------------- | -------------------------------- | ---- |
| «Печаль ката»          | «The Sadness of the Executioner» | 1973 |
| «Красуня і чудовиська» | «Beauty and the Beasts»          | 1974 |
| «Пастка царства тіней» | «Trapped in the Shadowland»      | 1973 |
| «Приманка»             | «The Bait»                       | 1973 |
| «Під тиском богів»     | «Under the Thumbs of the Gods»   | 1975 |
| «Пастка моря зірок»    | « Trapped in the Sea of Stars»   | 1975 |
| «Крижані монстри»      | «The Frost Monstreme»            | 1976 |
| «Острів Рім»           | «Rime Isle»                      | 1977 |